# Окунева, Вера Ивановна
Вера Ивановна Окунева (наст. фамилия Капутина; 29 сентября 1891 — 1976, Москва) — советская актриса театра и кино, народная артистка РСФСР.

## Биография
Вера Окунева (наст. фамилия Капутина) родилась 17 (29) сентября 1891 года. В 1912 году окончила курсы драмы А. И. Адашева и в том же году начала сценическую деятельность в Брест-Литовске.
В 1914—1917 годах играла в московском театре Петра Струйского. В 1918—1919 и 1922—1923 годах работала в театре Корша. В 1919—1922 годах выступала в Казани. В 1923—1936 годах играла в театра МГСПС (ныне Театр имени Моссовета). 
С 1936 года была актрисой Центрального театра Советской армии. Жила в Москве во 2-м Колобовском переулке (дом 2).
Скончалась в 1976 году, похоронена в Москве на Преображенском кладбище (13 участок).

## Награды и премии
- Заслуженная артистка РСФСР (1933).
- Народная артистка РСФСР (1958).

## Работы в театре

### Театр П. Струйского
- «Обрыв» по И. А. Гончарову — Марфинька
- «Горе от ума» А. С. Грибоедова — Лиза
- «Чайка» А. П. Чехова — Маша
- «Пигмалион» Б. Шоу — Элиза Дулитл

### Театр Корша
- «Дни нашей жизни» Л. Н. Андреева — Оль-Оль
- «Трильби» Ге — Трильби
- «Лес» А. Н. Островского — Аксюша

### Театр Казани
- «Псиша» Беляева — Псиша
- «Воскресение» по Л. Н. Толстому — Катюша Маслова
- «Плоды просвещения» Л. Н. Толстого — Таня
- «Стакан воды» Э. Скриба — Королева
- «Волки и овцы» А. Н. Островского — Глафира

### Театр МГСПС
- «Константин Терёхин» В. М. Киршона — Лиза Гракова
- «Ярость» Е. Яновского — Марфа
- «Мятеж» по Д. А. Фурманову — Ная
- «Гордость» Ф. Гладкова — женорганизатор Бочка

### Театр ЦТСА
- 1937 - «Васса Железнова» М. Горького — Васса Железнова
- 1939 - «Полководец Суворов» И. Бахтерева и А. Разумовского — Екатерина II
- 1943 - «Нашествие» Л. М. Леонова — Демидьевна
- 1952 - «Песнь о черноморцах» Б. А. Лавренёва — ..?
- 1957 - «Обрыв» по И. А. Гончарову — Бабушка

## Фильмография
- 1917 — Сашка-наездник
- 1917 — Спекулянты
- 1934 — Настенька Устинова — жена Кузьмича
- 1935 — По следам героя — тётя Маша
- 1939 — Ночь в сентябре — Марья Трофимовна, мать Степана Кулагина
- 1941 — Дочь моряка — Мария Васильевна, жена Захарова
- 1948 — Красный галстук — Капитолина Петровна, мать Вишнякова